# Vasilij Aleksandrovič Archipov
Vasilij Aleksandrovič Archipov (in russo Василий Александрович Архипов?; Zvorkovo, 30 gennaio 1926 – Železnodorožnyj, 19 agosto 1998) è stato un militare sovietico.
Grazie al suo intervento durante il servizio riuscì a prevenire un attacco nucleare sovietico (e, potenzialmente, lo scoppio di una guerra nucleare) durante la crisi dei missili di Cuba. Un attacco simile avrebbe probabilmente causato un'importante risposta termonucleare globale e il potenziale inizio della terza guerra mondiale.
In qualità di capo di stato maggiore della flottiglia e secondo in comando del sottomarino diesel B-59, Archipov rifiutò di autorizzare l'uso di siluri nucleari da parte del capitano contro la Marina degli Stati Uniti, decisione che richiedeva l'accordo di tutti e tre gli alti ufficiali a bordo.
Nel 2002, Thomas Blanton, allora direttore dell'Archivio di sicurezza nazionale degli Stati Uniti, disse che Archipov "ha salvato il mondo".

## Biografia
Archipov nacque in una famiglia di contadini nella città di Staraja Kupavna, vicino a Mosca. Fu educato alla Scuola Navale dell'Alto Pacifico e partecipò alla guerra sovietico-giapponese nell'agosto 1945, prestando servizio a bordo di un dragamine. Si trasferì alla Scuola superiore navale del Caspio e si laureò nel 1947. Dopo la laurea nel 1947, Archipov prestò servizio nella flotta sottomarina del Mar Nero, del Nord e del Baltico.

### Incidente a bordo del sottomarino K-19
Nel luglio 1961, Archipov fu nominato vice comandante e quindi ufficiale esecutivo del nuovo sottomarino con missili balistici di classe Hotel K-19. Dopo alcuni giorni di esercitazioni al largo della costa sud-orientale della Groenlandia, il sottomarino sviluppò una grave perdita nel circuito del liquido di raffreddamento del reattore; questa perdita portò al guasto completo del sistema di raffreddamento. Anche le comunicazioni radio furono affette dall'incidente e l'equipaggio non fu in grado di entrare in contatto con Mosca.
Senza sistemi di backup, il capitano Nikolaj Zateev ordinò ai sette membri dell'equipaggio di ingegneria di trovare una soluzione per evitare la fusione del nocciolo del reattore. Ciò implicò per gli uomini coinvolti a lavorare in alti livelli di radiazioni per lunghi periodi. Riuscirono infine a installare un sistema di raffreddamento secondario che prevenne la fusione del reattore. Sebbene siano stati in grado di salvarsi dall'incidente provocato dalla fusione del nocciolo, l'intero equipaggio, incluso Archipov, furono irradiati. Tutti i membri dell'equipaggio dell'ingegneria e il loro ufficiale di divisione morirono entro un mese a causa degli alti livelli di radiazioni a cui furono esposti. Nel corso di ulteriori due anni, altri 15 marinai morirono per i postumi dell'irradiamento.

### Coinvolgimento nella crisi dei missili di Cuba

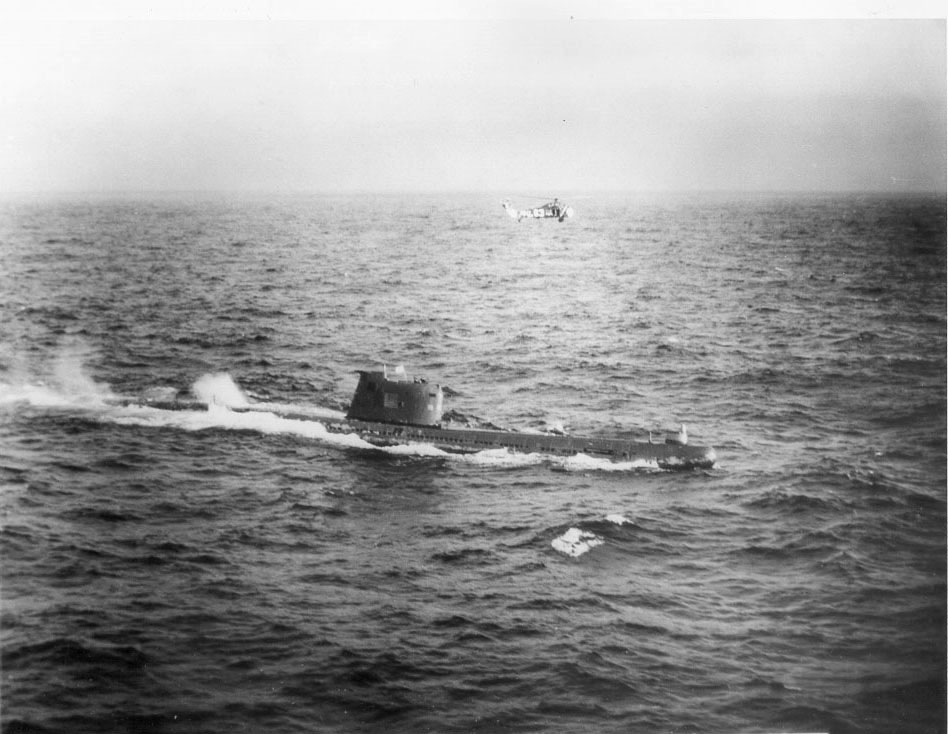
Il sottomarino sovietico B-59, nei Caraibi vicino a Cuba

Durante la crisi dei missili di Cuba, nel 1962, in qualità di comandante in seconda del sottomarino sovietico B-59 della classe Foxtrot si oppose al lancio di un siluro nucleare, malgrado il suo sottomarino fosse stato oggetto del lancio di bombe di profondità da parte di un gruppo da combattimento della US Navy composto dalla portaerei USS Randolph e undici cacciatorpediniere; il comandante ritenne la provocazione sufficiente a reagire nel modo più consono e diede disposizioni per lanciare un siluro a testata nucleare. Il vicecomandante Archipov tuttavia espresse disaccordo e convinse il proprio superiore ad attendere: il lancio di bombe da parte dei militari americani si interruppe, e il comandante sovietico ritirò l'ordine, evitando una possibile escalation che sarebbe potuta culminare in un conflitto atomico fra USA e URSS.
L'attacco era avvenuto dopo che le navi della scorta avevano rilevato il sottomarino e tentato di costringerlo all'emersione per identificarlo, visto l'elevatissimo stato di tensione e la vicinanza del sottomarino alle coste statunitensi che in caso di lancio non avrebbe dato virtualmente preavviso ai vertici americani per mettersi in salvo e coordinare una risposta. D'altro canto il lancio per autodifesa non richiedeva l'approvazione preventiva da parte della catena di comando sovietica, ma normalmente solo la conferma della "doppia chiave", un sistema per cui due autenticazioni distinte dovevano essere immesse da due diversi responsabili dell'unità, nello specifico il comandante e il commissario politico; in quel particolare caso però Archipov era oltre che vice comandante anche il commodoro della flottiglia alla quale apparteneva il B-59, e questo richiedeva la sua specifica approvazione; l'opposizione del vicecomandante perciò rese impossibile il lancio.

### Conseguenze
Immediatamente al ritorno in Russia, molti membri dell'equipaggio dovettero affrontare il giudizio dei loro superiori. Un ammiraglio disse loro "Sarebbe stato meglio se voi foste affondati con la nave". Olga, la moglie di Archipov, riportò inoltre che: "Non gli piaceva parlarne, sentiva che non avevano apprezzato quello che avevano passato". Ogni capitano doveva presentare un resoconto degli eventi durante la missione al maresciallo Andrej Grečko, che sostituiva il ministro della difesa sovietico, allora malato. Grečko era infuriato per l'incapacità dell'equipaggio di seguire i severi ordini di segretezza dopo aver scoperto che erano stati rilevati dagli americani. Un ufficiale ha notato la reazione di Grečko, affermando che "dopo aver appreso che erano i sottomarini diesel ad andare a Cuba, si è tolto gli occhiali e li ha sbattuti contro il tavolo con rabbia, rompendoli in piccoli pezzi e lasciando improvvisamente la stanza".
Nel 2002, il comandante in pensione Vadim Pavlovič Orlov, un partecipante agli eventi, tenne una conferenza stampa rivelando che i sottomarini erano armati di siluri nucleari e che per questo motivo Archipov decise di non lanciare quei dispositivi. Orlov ha presentato gli eventi in modo meno drammatico, dicendo che il capitano Savickij ha perso la pazienza, ma alla fine si calmò.
Robert McNamara, segretario della difesa degli Stati Uniti al tempo della crisi dei missili di Cuba, ha dichiarato nel 2002 che "Ci siamo avvicinati molto" alla guerra nucleare, "più vicino di quanto sapevamo all'epoca". Arthur M. Schlesinger Jr., consigliere dell'amministrazione Kennedy e storico, ha continuato questo pensiero affermando "Questo non è stato solo il momento più pericoloso della guerra fredda. È stato il momento più pericoloso nella storia umana".

### Carriera successiva e morte
Archipov continuò nel servizio della marina sovietica, comandando sottomarini e successivamente squadroni di sottomarini. Fu promosso contrammiraglio nel 1975 e divenne capo dell'Accademia navale superiore S. M. Kirov, carica che ricoprì fino al 1985. Archipov venne poi promosso vice ammiraglio nel 1981 e si ritirò a metà degli anni 1980.
Successivamente si stabilì a Kupavna (che è stata incorporata in Železnodorožnyj, oblast' di Mosca, nel 2004), dove morì il 19 agosto 1998. Le radiazioni a cui era stato esposto nel 1961 potrebbero aver contribuito al suo cancro ai reni, come molti altri che hanno prestato servizio con lui nell'incidente del K-19.
Nikolaj Zateev, il comandante del sottomarino K-19 al momento dell'incidente nucleare di bordo, è morto il 28 agosto 1998. Sia Archipov sia Zateev avevano 72 anni al momento della loro morte.

## Vita personale

### Famiglia
Archipov è stato sposato con Ol'ga Archipova. Hanno avuto una figlia di nome Elena.

### Carattere
Archipov era noto per essere stato un uomo timido e umile. In un documentario del 2012 della PBS intitolato The Man Who Saved the World, sua moglie lo ha descritto come intelligente, educato e molto calmo. Gran parte di ciò che si sa sulla sua personalità viene da lei. Secondo lei, durante le vacanze si divertiva a cercare i giornali e cercava di rimanere il più aggiornato possibile con il mondo moderno. In questa stessa intervista, Olga allude anche alle possibili convinzioni superstiziose del marito. Ricorda di aver incontrato Vasili che bruciava un pacco delle loro lettere d'amore all'interno della loro casa, sostenendo che tenere le lettere significherebbe "sfortuna".

## Premi e riconoscimenti
In riconoscimento delle sue azioni a bordo del B-59, Archipov ha ricevuto il primo "Premio Future of Life", che è stato consegnato postumo alla sua famiglia nel 2017. Offerto dal Future of Life Institute, questo premio riconosce misure eccezionali, spesso eseguite nonostante il rischio personale e senza un'evidente ricompensa, per salvaguardare il futuro collettivo dell'umanità.
 Ordine della Bandiera rossa
 Ordine della Stella rossa